# Игнатий (Тарасов)
Епи́скоп Игна́тий (в миру Алексе́й Миха́йлович Тара́сов; род. 26 марта 1976, Сатка, Челябинская область) — запрещённый в служении архиерей Русской православной церкви, епископ Костомукшский и Кемский (2013—2020).

## Биография
Родился 26 марта 1976 года в городе Сатке, в Челябинской области, в семье служащих.
В 1993 году окончил среднюю школу. В 1993 по 1997 годы обучался в Тобольской духовной семинарии.
В сентябре 1997 года поступил в Санкт-Петербургскую духовную академию (СПбДА), где 1 июня 1998 года назначен на должность дежурного помощника проректора СПбДА по воспитательной работе, который обязан докладывать инспектору о всех происшествиях в школах и о провинностях воспитанников. По информации газеты Коммерсантъ, Алексей Тарасов исполнял эти обязанности усердно и, по мнению студентов, даже усерднее, чем следовало. Конкретных обвинений против него никто не выдвигал, но значительная часть семинаристов откровенно презирала Тарасова, считая его стукачом. Как отмечал Сергей Чапнин, многие семинаристы «преподавали в воскресных школах при весьма отдаленных приходских храмах и порой нарушали распорядок дня, возвращаясь позже положенного времени. Начальство относилось к этому с пониманием, пока не появился семинарист, который начал эту группу за формальные нарушения расписания преследовать. Одни горели служением, а другие говорили: „Нет, дисциплина важнее миссии“. Возник конфликт, который усугубился рядом других обстоятельств».
1 сентября 1999 года назначен преподавателем истории Русской церкви на регентском отделении при Санкт-Петербургских духовных школах.
24 декабря 1999 года в академическом храме в честь апостола и евангелиста Иоанна Богослова ректором СПбДА епископом Тихвинским Константином (Горяновым) пострижен в монашество с именем Игнатий в честь преподобного Игнатия Печерского. 2 января 2000 года в академическом храме епископом Константином (Горяновым) хиротонисан во иеродиакона, а 23 апреля, в Вербное воскресенье — во иеромонаха. Во время рукоположения студенты стали петь возглас «анаксиос» (недостоин). По словам диакона Александра Мусина, причиной столь неприязненного отношения к Тарасову стали «мелкие поборы, мелкий садизм. У нас странная ситуация складывается. Если человек второбрачный, то его нельзя рукополагать. А непорядочность не является каноническим препятствием».
В 2001 году окончил СПбДА с учёной степенью кандидата богословия за курсовое сочинение на тему «Учение о вере в Бога и её происхождении в понимании профессора Московской духовной академии А. И. Введенского».
1 сентября 2001 года назначен преподавателем истории Поместных православных церквей в Санкт-Петербургской духовной семинарии.
С 2001 по 2002 год обучался на государственных курсах иностранных языков и профессионального обучения при Комитете по образованию Санкт-Петербурга. С 1 сентября 2003 по 30 июня 2006 года обучался на богословском факультете Хельсинкского университета в качестве стипендиата Евангелическо-лютеранской церкви Финляндии. Владеет финским языком.
По окончании обучения вернулся в Тобольскую духовную семинарию преподавателем. 1 января 2007 года назначен экономом Тобольской духовной семинарии. 6 июля 2007 года назначен заместителем эконома Тобольской епархии по совместительству с должностью эконома семинарии. С 1 января 2008 года — проректор семинарии по хозяйственной работе без освобождения от должности заместителя эконома епархии.
Ко дню Святой Пасхи 2008 года возведён в сан игумена.
8 августа 2008 года решением епархиального совета Тобольской епархии назначен на должность эконома епархии.
10 января 2011 года назначен проректором по учебно-воспитательной работе Тобольской духовной семинарии с освобождением от должностей эконома епархии и проректора семинарии по хозяйственной работе.
В августе 2011 года перешёл в клир Краснослободской епархии.
28 октября 2011 года указом епископа Краснослободского и Темниковского Климента (Родайкина) назначен настоятелем Успенского храма города Краснослободска, благочинным храмов Краснослободского округа и помощником управляющего епархией по делам благочиний.
В 2012 году окончил Тобольскую социально-педагогическую академию имени Менделеева.
29 мая 2013 года решением Священного синода (журнал № 41) избран епископом Костомукшским и Кемским (Карельская митрополия).
9 июня в кафедральном соборе Воскресения Христова в Краснослободске епископом Краснослободским и Темниковским Климентом (Родайскиным) возведён в сан архимандрита. 11 июня наречён во епископа Костомукшского и Кемского. Чин наречения возглавил патриарх Московский и всея Руси Кирилл. 11 июля за литургией в Спасо-Преображенском соборе Валаамского монастыря хиротонисан во епископа Костомукшского и Кемского. Хиротонию совершили патриарх Московский и всея Руси Кирилл, митрополит Саранский и Мордовский Варсонофий (Судаков), архиепископ Петрозаводский и Карельский Мануил (Павлов), архиепископ Тобольский и Тюменский Димитрий (Капалин), епископ Сергиево-Посадский Феогност (Гузиков), епископ Троицкий Панкратий (Жердев), епископ Солнечногорский Сергий (Чашин), епископ Краснослободский и Темниковский Климент (Родайкин).
C 17 по 28 ноября 2014 года в Москве слушал двухнедельный курс повышения квалификации для новопоставленных архиереев Русской православной церкви.
18 мая 2020 года решением патриарха Кирилла ввиду наличия «документально аргументированных обвинений» «в церковных правонарушениях, несовместимых с дальнейшим управлением епархиями» до решения Общецерковного суда отстранён от управления епархией. Местом пребывания епископа определён город Петрозаводск.
25 августа 2020 года Священным синодом Русской православной церкви (журнал № 60) решено освободить от управления Костомукшской епархией и до окончательного рассмотрения дела Высшим общецерковным судом местом его пребывания определить Свято-Троицкий Трифонов Печенгский монастырь Североморской епархии.
2 марта 2021 года Высший общецерковный суд Русской православной церкви, заседая в Москве, рассмотрел дело по обвинению епископа Игнатия (Тарасова) в совершении церковных правонарушений и признал его виновным в совершении церковных правонарушений, запретил в священнослужении без права ношения архиерейских одежд и панагии. 8 апреля патриарх Кирилл утвердил решение Высшего общецерковного суда и определил запрещённому в священнослужении Игнатию (Тарасову) место пребывания в Богоявленском мужском монастыре города Челябинска Челябинской епархии под наблюдением митрополита Челябинского и Миасского.

## Награды
- Ко дню Святой Пасхи 2007 года награждён правом ношения наперсного креста.

## Публикации
- Православие в Финляндии в период Великого княжества (1808—1917 гг.) // Труды Тобольской духовной семинарии. Вып. 2 / [по благословению архиепископа Тобольского и Тюменского Димитрия]. — Тобольск : Тобольская духовная семинария, 2011. — 254 с.
- Слово при наречении во епископа Костомукшского и Кемского // Журнал Московской Патриархии. 2013. — № 9. — С. 20